# Kirongoziella bimaculata
Kirongoziella bimaculata är en insektsart som beskrevs av Synave 1979. Kirongoziella bimaculata ingår i släktet Kirongoziella och familjen Tropiduchidae. Inga underarter finns listade i Catalogue of Life.